# Szőke István Atilla
Szőke István Atilla (Szentendre, 1962. január 14. –) író, versíró, színházi szerző.
Verseiben, dalszövegeiben a magyar múlt tiszteletét, a műveltség, a lélek, a megmaradás  fontosságát, a nemzettudat építését, ősi örökségünk megóvását és a magyar nyelv kiapadhatatlan forrásának tisztaságát hirdeti.

## Eddig megjelent művei
Könyvek
Csudálkozó Csibe Csaba (gyermekversek, 2000)
Éngem a Nagy Kertész… (válogatott versek, 2001)
A végtelenség vándora (Kőrösi Csoma Sándor ifjúsága versben, 2002)
Atilla él (Atilla élete és kora versben, 2003)
Áldassék Árpád (Árpád élete és kora versben, 2004)
Magyar mécses (száz szép-szándékú szonett, 2005)
Gyökérhűség (száz szárba szökkenő szonett, 2006)
Pilisi lángok (irodalmi szárnyalás a Szent Hegyen, 2006)
Pajkos Pisti pompás paripája (gyermekversek, 2006)
Pilis szülte szép szavakkal (lélektitkok a Szent Hegyről, 2007)
A pozsonyi csata (múltvigyázó versek, 2007)
Véremben őrizőm, Napomban népem (történelmi versek, 2008)
Napsóvárgó csönd (száz szabadon szárnyaló szonett, 2009)
Isten saját bora (válogatott versek, 2010)
Találd ki! Tanuld meg! Színezd ki! Rój! I. (verses kifestő, 2011)
Találd ki! Tanuld meg! Színezd ki! Rój! II. (verses kifestő, 2012)
Küldetéses nép a mienk (válogatott versek, 2013)
Időkortyolók (regény, 2016)
Időkortyolók a Pilisben (regény, 2017)
Történelmi, népzenés, verses CD
Krónikás kiáltsad, kincsünkért küzdelem! (1996)
Atilla, a magyarok királya (1997)
Árpád, a szittyák vezére (1998)
A pozsonyi csata (1999)
Aranyban-vasban, Aranyban-Wassban (ifj. Jászai Lászlóval, 2006)
Hun-magyar múltunk mesét mond (2008)
Csodaszarvassal a Pilisbe (ifj. Jászai Lászlóval, 2008)
Űzetve sokaktól (Csurka Lászlóval, 2009)
A pozsonyi diadal 907 (rockopera, Szűts Istvánnal, 2016)
Színdarabok
Országjáró Mátyás király (Újszínház, 2013)
Gyermekek fénye (rockopera, Magyarock Dalszínház, 2015)
Pettymese (Békéscsabai Jókai Színház, 2018)